# سیلوانا پامپانینی
سیلوانا پامپانینی (انگلیسی: Silvana Pampanini (زادهٔ ۲۵ سپتامبر ۱۹۲۵-درگذشتهٔ ۶ ژانویهٔ ۲۰۱۶) کارگردان و هنرپیشه اهل ایتالیا بود.
از فیلم‌هایی که وی در آن‌ها نقش داشته است، می‌توان به شاهین نیل، نیروی سرنوشت و اورینت اکسپرس اشاره نمود.